# Образование в Папуа — Новой Гвинее

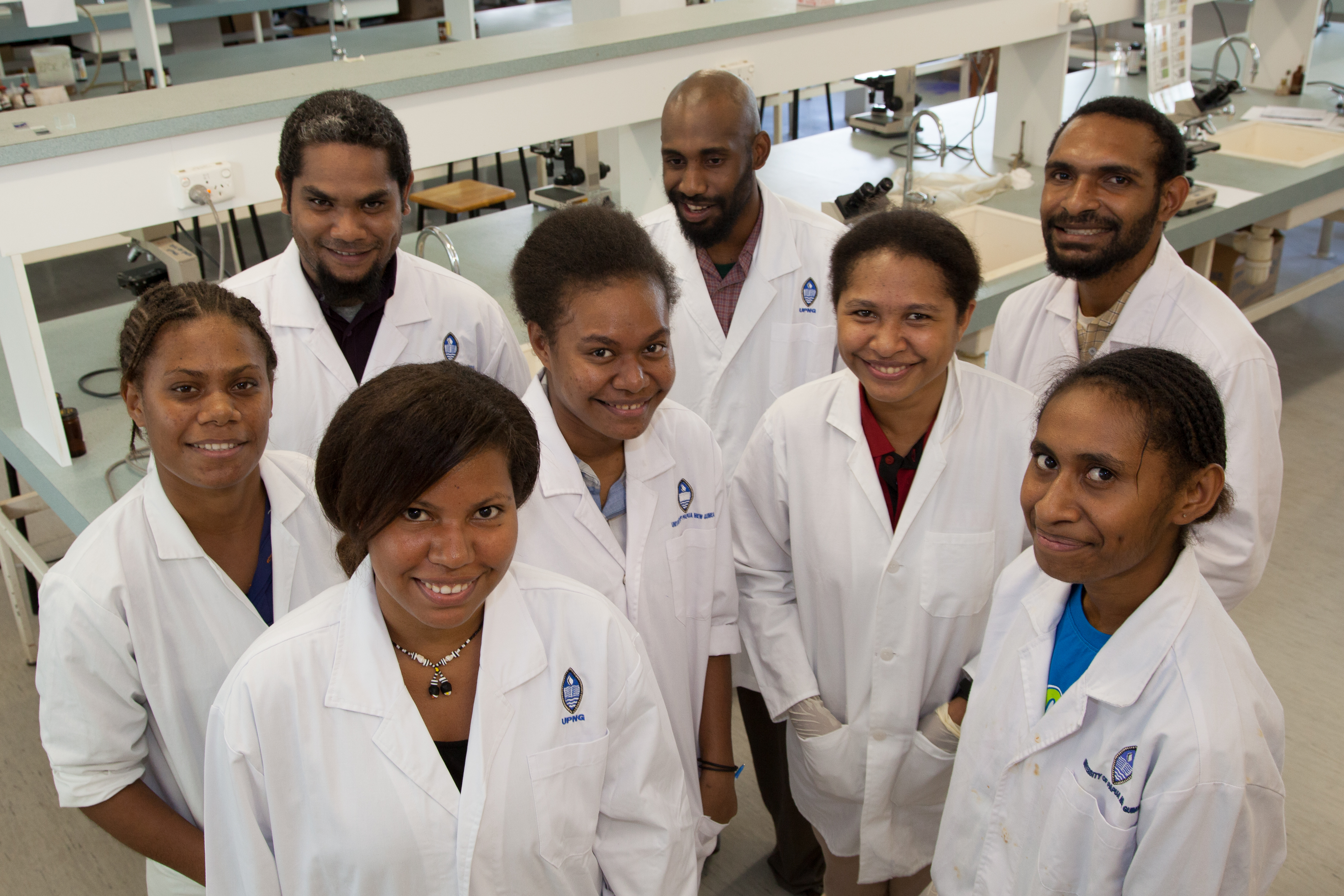
Студенты-медики из Института медицины и здравоохранения Университета Папуа — Новой Гвинеи, Порт-Морсби.

Образование в Папуа — Новой Гвинее управляется с помощью 19 провинций. Плата за обучение не взимается и посещение свободное. Согласно данным The World Factbook определяющей грамотность, как процент населения в возрасте 15 лет и старше умеющего читать и писать, по состоянию на 2015 год 64,2 % населения Папуа — Новой Гвинеи; мужчин — 65,6 %, женщин — 62,8 %, было грамотно. Данный показатель является самым низким в Океании.

## История
Первые школы возникли в Папуа-Новой Гвинее с приходом английских миссионеров в 1873 году. Далее миссионеры продолжили обеспечивать базовое образование, используя немецкий и английский в качестве основных языков. В 1914 году, в ходе Первой мировой войны, контроль над регионом перешел Австралии и английский стал единственным официальным языком. В 1965 был основан первый университет, Университет Папуа-Новой Гвинеи. Он испытал на себе сильное влияние австралийской системы обучения.
Образование в Папуа-Новой Гвинее бесплатное с 2012 года, что было одним из предвыборных обещаний партии Народного национального конгресса.

## Языковое обучение
С 2015, жестовый язык Папуа-Новой Гвинеи стал одним из официальных языков страны. Основой для него послужил австралийский жестовый язык, и сегодня он используется для обучения глухих.